# سو باي
سو باي هي موسيقية كورية جنوبية، ولدت في 1977.

## وصلات خارجية
- سو باي على موقع ميوزك برينز (الإنجليزية)